# Doris D & the Pins
Doris D & the Pins waren eine britisch-niederländische Girlgroup zu Beginn der 1980er Jahre.

## Geschichte
Die Gruppe wurde 1980 aus einer Tanzformation namens The Maria More Dancers gebildet, die in dem Fernsehprogramm Top Pop auftrat. Im Mittelpunkt stand die englische Sängerin und Tänzerin Doris D (eigentlich: Debbie Jenner), welche im Musikladen mit dem Titel Funkytown der amerikanischen Formation Lipps, Inc. auftrat. Dazu kamen die Niederländerinnen Ingrid de Goede, Yvonne van Splunteren, Irene v. d. Hoeven und die Engländerin Dona Baron.
Der niederländische Komponist Piet Souer schrieb für die Gruppe den Hit Shine Up, der sowohl in den Niederlanden als auch in Belgien Platz eins erreichte. In Deutschland erreichte das Lied Platz 15. Auch der Nachfolger Dance On konnte sich gut platzieren. Die niederländischen Tänzerinnen um Doris D wurden 1982 durch Engländerinnen ersetzt, die ursprünglich unter dem Namen Profile aufgetreten waren, während die niederländischen Mitglieder die Bezeichnung Risque annahmen, und auch in den folgenden Jahren wechselte die Zusammensetzung.
In Deutschland waren Doris D & the Pins mehrmals in der Sendung Musikladen zu sehen. 1985 löste die Gruppe sich auf.

## Diskografie

### Alben
- 1981: Doris D & the Pins
- 1983: Aerobic Dancing Met Doris .
- 1984: Starting at the End
- 1991: Shine Up & Other Great Hits
- 1992: The Very Best Of

### Singles
- 1980: Shine Up
- 1981: Dance On
- 1981: The Marvellous Marionettes
- 1982: Jamaica
- 1982: Who Cares
- 1983: Girlfriend
- 1983: Everybody’s Doing Their Thing (Hula Hoop)
- 1984: Starting at the End
- 1984: Heartache
- 1984: Men Like Big Girls